# Goblins – Tödliche Biester
Goblins – Tödliche Biester (Originaltitel: Unwelcome) ist ein britisch-irischer Horrorfilm aus dem Jahr 2022. Regie führte Jon Wright, der zusammen mit Mark Stay auch das Drehbuch schrieb. Ein junges Paar, gespielt von Hannah John-Kamen und Douglas Booth, stößt in der irischen Provinz auf Goblins.

## Handlung
Das junge Paar Maya und Jamie leben in London. Sie versuchen schwanger zu werden, als es schließlich klappt, wollen sie dies mit Champagner feiern, weshalb Jamie Abends nochmals das Haus verlässt, um diesen zu besorgen. Dabei wird er von drei Schlägern belästigt, die Jamie auch verfolgen, in ihre Wohnung eindringen und Jamie angreifen. Maya sperrt sich in der Toilette ein und ruft die Polizei. Einer der Schläger bricht die Tür auf und zerrt Maya heraus. Die Schläger lassen erst von ihnen ab, als sie die Sirenen der sich nähernden Polizei hören.
Einige Monate später ziehen die beiden in die irische Provinz in das Haus von Jamies verstorbener Großtante Maeve, die den beiden das marode Haus vermacht hat. Die beiden beauftragen den örtlichen Bauunternehmer Whelan mit der Renovierung des Hauses. „Daddy“ Whelan rückt mit seinen drei Kindern Eoin, Killian und Aislin an und beginnt mit der Renovierung. Währenddessen erfährt die inzwischen hochschwangere Maya von einer Freundin der Verstorbenen, dass sie jeden Abend den im Wald hinter dem Haus lebenden Wesen ein Opfer bringen müssen. Dies klappt anfangs nicht immer, doch schließlich erfüllt Maya diese Aufgabe. Während der nächsten Tage finden Jamie und Maya dann heraus, dass Maewe eine Tochter hatte. Das Mädchen verschwand spurlos. Im Dorf ging das Gerücht herum, dass Maewe damals ihre eigene Tochter getötet hat. Jamie und Maya glauben anfangs nicht an die alten Geschichten, die rund um die Wesen im Wald erzählt werden.
Die Whelans erweisen sich immer mehr als Reinfall. Aisling und Killian erweisen sich als faul und sie stehlen immer wieder Sachen von Maya und Jamie. Eoin versucht die Aufgaben zu erfüllen, wird aber von seinem Vater geschlagen und seinen Geschwistern verspottet. Maya verfolgt einen Hund, der einem verschwundenen Dorfbewohner gehört. Dabei stößt sie auf einen Steinkreis mitten im Wald. Auf dem Rückweg stößt sie auf Eoin, der ihr vom Verhalten seines Vaters und seiner Geschwister erzählt. Maya versucht ihn zu trösten, doch greift Eoin sie an. Maya ruft nach den Wesen und verspricht ihnen, alles zu tun, wenn sie ihr helfen. Daraufhin tauchen die Wesen auf, greifen Eoin an und verschleppen ihn.
Später taucht einer dieser Goblins bei ihr auf und bringt ihr den Kopf von Eoin in einer Plastiktüte. Parallel dazu hat Jamie im örtlichen Pub eine Auseinandersetzung mit Eoins Geschwistern, die ihren Bruder suchen. Als Jamie nach Hause kommt, zeigt Maya ihm den Kopf. Jamie ist völlig entsetzt, doch dann tauchen die restlichen Whelans auf, um nach Eoin zu suchen. Maya versucht den Kopf aus dem Haus zu bringen, dabei fällt dieser Aislin in die Hände, die den Kopf sofort ihrem Bruder und ihrem Vater zeigt. Sie beginnen daraufhin das Haus anzugreifen. Die Wesen, Goblins, tauchen daraufhin auf und bekämpfen und töten schließlich die Whelans. Nach dem Kampf bekommt Maya ihre Tochter im Haus.
Die Goblins entführen das Baby als Bezahlung für ihre Hilfe beim Kampf gegen die Whelans. Maya folgt ihnen in den Wald bis zu dem Steinkreis. Dort trifft sie auf eine alte Frau, die sich als verschollene Tochter von Jamies Großtante herausstellt. Maya will den Goblins ihre Tochter nicht überlassen. Sie tötet sowohl einen der Goblins als auch die alte Frau und kehrt mir ihrer Tochter zum Haus zurück. Dort angekommen wird Maya in einer Art Ritual zur neuen „Mutter“ der Goblins geweiht.

## Produktion

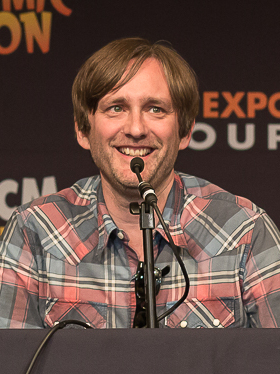
Regisseur Jon Wright (2015)

Regisseur Jon Wright ließ sich durch Grimms Märchen und Erzählungenen seines irischen Großvaters für die Geschichte zu Goblins – Tödliche Biester inspirieren. Mit den Special-Effects-Künstlern Shaune Harrison und Paul Catling hatten Jon Wright bereits bei seinem Film Grabbers zusammengearbeitet. Das Creature Design stammt von Paul Catling und Paddy Eason.
Der Film hatte seine Premiere im Oktober 2022 auf dem Sitges Film Festival in Spanien. Der Film startete im Januar vereinzelt in Irland, Großbritannien und Kanada. Im März 2023 startete der Film auch in den USA und im August dann auch in Deutschland direkt für den Heimkinomarkt.

## Synchronisation
Die deutschsprachige Synchronisation entstand bei der Think Global Media in Berlin nach einem Dialogbuch von Ulrich Johannson, der auch die Dialogregie übernahm.
| Darsteller/in       | Deutsche Synchronstimme | Rolle          |
| ------------------- | ----------------------- | -------------- |
| Hannah John-Kamen   | Marieke Oeffinger       | Maya           |
| Douglas Booth       | David Turba             | Jamie          |
| Colm Meaney         | Roland Hemmo            | „Daddy“ Whelan |
| Kristian Nairn      | Tino Kießling           | Eoin Whelan    |
| Chris Walley        | Christopher Kohn        | Killian Whelan |
| Jamie-Lee O’Donnell | Isabella Vinet          | Aisling Whelan |
| Niamh Cusack        | Agnes Hilpert           | Maeve          |
| Lalor Roddy         | F.G.M. Stegers          | Rory           |

## Rezeption
Rotten Tomatoes verzeichnete bei 47 ausgewerteten Kritiken eine Positivquote von 66 %. Mit 64 % ermittelte Metacritic eine ähnliche Quote.
Das Lexikon des internationalen Films urteilte, dass in der sorgfältig ausgestatteten Horrorkomödie Hinterwäldler und Kobolde gleichermaßen Schrecken verbreiten würden, wobei so Ganz die unterschiedlichen Elemente nicht zusammen kommen würden. Dabei halte der Film genug boshaft-skurrile Einfälle parat, um als origineller Genrebeitrag durchzugehen.